# Alexander Nikolajewitsch Fedotenkow

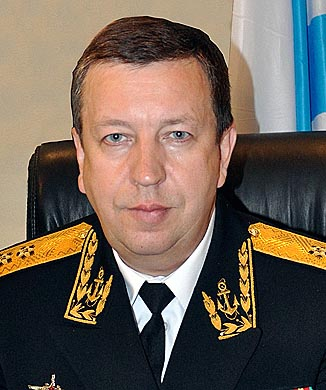
Alexander Fedotenkow, 2015

Alexander Nikolajewitsch Fedotenkow (russisch Александр Николаевич Федотенков; * 7. Januar 1959 in Selzo, Oblast Brjansk) ist ein russischer Vizeadmiral. Er ist seit April 2013 stellvertretender Oberkommandierender der Russischen Seekriegsflotte.

## Leben
Fedotenkow absolvierte 1981 die Schwarzmeer-Offiziershochschule P. S. Nachimow und durchlief anschließend in der Nordflotte unterschiedliche Dienststellungen vom Laboringenieur bis zum Ersten Offizier eines U-Bootes. 1992 schloss er Höhere Speziallehrgänge für Offiziere ab und wurde 1993 Kommandant eines U-Bootes. Nach einer Tätigkeit als stellvertretender Kommandeur einer U-Bootdivision absolvierte er 2000 die Seekriegsakademie N. G. Kusnezow. Von 2000 bis 2002 war er Stabschef einer U-Bootdivision und im Anschluss bis 2005 deren Kommandeur. Von 2005 bis 2007 studierte Fedotenkow an der Militärakademie des Generalstabes der Russischen Streitkräfte. Von 2007 bis 2009 diente er als stellvertretender Kola-Flottillenkommandeur der Nordflotte. Ab dem 8. September 2009 fand er als Kommandeur des Leningrader Marinestützpunktes Verwendung. Auf Anordnung des Präsidenten der Russischen Föderation vom 24. Juni 2011 wurde er zum Kommandeur der Schwarzmeerflotte ernannt. Am 13. Dezember 2012 wurde Fedotenkow zum Vizeadmiral befördert. Mit Wirkung zum 17. April 2013 wurde er stellvertretender Oberkommandierender der Russischen Seekriegsflotte. 2018 wurde er in den Ruhestand entlassen und Fedotenkow arbeitete anschließend als Berater des Generaldirektors des Sankt Petersburger Maritimen Ingenieurbüros „Malachit“.
Fedotenkow ist verheiratet und hat einen Sohn.

## Auszeichnungen
- Orden „Für den Dienst am Vaterland in den Streitkräften der UdSSR“ 3. Klasse
- Orden für Tapferkeit der Russischen Föderation
- weitere Medaillen